# Kamiennaja Łubna
Kamiennaja Łubna (ros. Каменная Лубна) – wieś (sieło) w Rosji, w obwodzie lipieckim, w rejonie lebiediańskim. W 2010 liczyła 272 mieszkańców.